# Arsabero I Camsaracano
Arsabero I Camsaracano (em latim: Arsaberus Camsaracanus; em armênio: Արշավիր Կամսարացան; romaniz.: Arshavir Kamsarakan) foi um nobre armênio do século IV.

## Vida

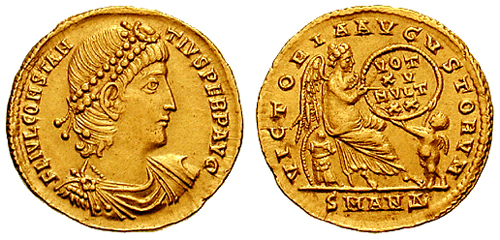
Soldo de r.

Arsabero era filho de Camsar. Recebeu Siracena do rei Tirídates III pouco após a morte de seu pai, o antigo dono da província, bem como Eruandaxata e sua província, a qual Arsabero batizou Arsarúnia. Casou-se com uma filha de Vache I Mamicônio. No tempo de Cosroes III (r. 330–339), foi nomeado asparapetes. Segundo Moisés de Corene, Quando Cosroes falece, a Armênia foi invadida por Narses, irmão do xá Sapor II (r. 309–379) (em Fausto, o Bizantino, isso ocorre décadas depois), mas Arsabero reuniu as forças armênios, guerreia na planície de Merul, no nordeste de Satala, e expulsa os persas.
Quando Farnarses foi nomeado católico, estava entre os nobres convocados por Tigranes VII (r. 339–350) para levá-lo a Cesareia a sua consagração. Ao fim do reinado, Arsabero foi um dos emissários armênios enviados à corte de Constantinopla a jurar lealdade ao imperador Constâncio II (r. 337–361). À época de Ársaces II (r. 350–368), o rei invejava a fortaleza de Artogerassa e a cidade de Eruandaxata, ambas em posse dos Camsaracanos, e ordena o expurgo da família. Só Esfendadates I, filho de Arsabero, sobrevive.